# Aloe fibrosa
Aloe fibrosa är en grästrädsväxtart som beskrevs av John Jacob Lavranos och Leonard Eric Newton. Aloe fibrosa ingår i släktet Aloe och familjen grästrädsväxter. Inga underarter finns listade i Catalogue of Life.